# Pseudocatharylla asteria
Pseudocatharylla asteria is een vlinder uit de familie grasmotten (Crambidae). De wetenschappelijke naam van deze soort is voor het eerst geldig gepubliceerd in 1999 door Bassi.
De soort komt voor in tropisch Afrika.